# Лебединский, Вячеслав Васильевич
Вячеслав Васильевич Лебеди́нский (1888—1956) — российский советский химик, член-корреспондент АН СССР, заслуженный деятель науки и техники РСФСР, ученик Л. А. Чугаева. Лауреат Сталинской премии.

## Биография
Профессор ЛГУ (1920—1935), МИТХТ (1939—1952) и других вузов. Владимир Лебединский был специалистом по химическим свойствам, синтезу и анализу комплексных соединений, методам получения, разделения и очистки металлов платиновой группы.
Работы В. В. Лебединского по реализации промышленной технологии извлечения благородных металлов из медно-никелевых шламов были отмечены в 1946 году Сталинской премией. В том же году он был избран членом-корреспондентом АН СССР , а через год Лебединскому присвоено звание заслуженного деятеля науки и техники РСФСР. С 1939 по 1950 год он руководил кафедрой неорганической химии в Московском ордена Трудового Красного Знамени институте тонкой химической технологии им. М. В. Ломоносова (МИТХТ). В 1949/1950 учебном году с 15 февраля по 15 мая прочитал курс лекций по химии комплексных соединений для первого набора студентов инженерного физико-химического факультета Московского химико-технологического института им. Д. И. Менделеева.
Похоронен на Ваганьковском кладбище в Москве.

## Награды и премии
- орден Трудового Красного Знамени (13.11.1944)
- Заслуженный деятель науки и техники РСФСР
- Сталинская премия второй степени (1946) — за разработку и внедрение в производство технологии получения металлов платиновой группы из сульфитных медно-никелевых руд